# Acanthastrea bowerbanki
Acanthastrea bowerbanki là một loài san hô trong họ Mussidae. Loài này được Milne Edwards & Haime mô tả khoa học năm 1851.